# بريماكين
بريماكين (بالإنجليزية: Primaquine) هو دواء يستخدم للعلاج والوقاية من الملاريا ولعلاج الالتهاب الرئوي بالمتكيسة الجؤجؤية. يستخدم على وجه التحديد للملاريا التي يسببها كل من المتصورة النشيطة والمتصورة البيضية جنباً إلى جنب مع أدوية أخرى أو للوقاية إذا لم يكن من الممكن استخدام خيارات أخرى. وهو علاج بديل لالتهاب الرئوي بالمتكيسة الجؤجؤية يُعطى مع الكليندامايسين. يؤخذ عن طريق الفم.
تشمل الآثار الجانبية الشائعة غثيان، تقيؤ, تقلصات المعدة. يجب أن لا يُعطى البريماكين للأشخاص المصابين بفقر الدمِ الناجم عن عوزِ سداسي فوسفات الجلوكوز النازع للهيدروجين بسبب خطر انحلال الدم. عادةً ما يوصى بعدم استخدام البريماكين خلال فترة الحمل. لا مانع من استخدامه خلال فترة الرضاعة عندما يكون معروف أن الطفل لا يعاني من التفول. آلية عمل الدواء ليست معروفة تماماً لكن يُعتقد أنها تتضمن تأثيراً على الحمض النووي الريبوزي منقوص الأكسجين للطفيليات المسببة للملاريا.
تم تصنيعه لأول مرة عام 1946. وهو ضمن قائمة الأدوية الأساسية النموذجية لمنظمة الصحة العالمية، الأدوية الأكثر فعالية وأماناً في نظام الرعاية الصحية. يتوافر منه دواء مكافئ. تبلغ تكلفة الجملة للبريماكين في الدول النامية $0.04–0.11 دولار أمريكياً لليوم. في الولايات المتحدة الأمريكية تبلغ تكلفة مقرر العلاج المعتاد $50–100.

## الاستخدامات الطبية

### الملاريا
يستخدم البريماكين في المقام الأول لمنع عودة الإصابة بعدوى الملاريا بسبب كل من المتصورة النشيطة والمتصورة البيضية. حيث يعمل على التخلص من المتصورات، الشكل الكامن في الكبد من الطفيل، بعد أن تم تطهير الدم من الكائنات الحية. عدم إعطاء البريماكين للأشخاص المصابين بعدوى المتصورة النشيطة والمتصورة البيضية يزيد من احتمالية العدوى مرة أخرى لأسابيع أو لأشهر (وأحياناً لسنوات). استخدام البريماكين مع كل من الكينين أو الكلوروكين الفعّالان في تطهير الدم من المتصورة النشيطة والمتصورة البيضية أدى لنتائج علاجية أفضل؛ إضافةً إلى زيادة فعالية البريماكين.
اعتباراً من عام 2016، توصي مراكز مكافحة الأمراض واتقائها باستخدام البريماكين للوقاية الأولية قبل السفر إلى المناطق المعروفة بتواجد المتصورة البيضية فيها بنسب عالية وللوقاية النهائية بعد السفر أيضاً.
الجرعة الواحدة من البريماكين لديها قدرة سريعة وقوية لقتل الجاميتوسايتس (المرحلة 5) من المتصورة المنجلية والمتصورة النشيطة في الدم؛ ولديها القدرة أيضاً على قتل التروفوزيت اللاجنسية للمتصورة النشيطة، دوناً عن المتصورة المنجلية، في الدم. بسبب فعاليته على الجاميتوسايتس، توصي منظمة الصحة العالمية باستخدامه لتقليل انتشار والسيطرة على العدوى المتسببة بها المتصورة المنجلية.

### الالتهاب الرئوي بالمتكيسة الجؤجؤية
يستخدم البريماكين لعلاج الالتهاب الرئوي بالمتكيسة الجؤجؤية، وهي عدوى فطرية عادة ما تصيب مرضى الإيدز، وفي حالات نادرة، قد تصيب المرضى المتعالجين بأدوية كبت المناعة.عادةً ما يُعطى البريماكين مع الكليندامايسين لعلاج الالتهاب الرئوي بالمتكيسة الجؤجؤية بشكل أكثر فعالية.

### حالات خاصة
لم يتم دراسة البريماكين بشكل واسع في الأشخاص البالغين 65 عام فأكثر؛ لذا من غير المعلوم إذا ما كانت الجرعات تتطلب التعديل لهم أم لا.
يجب أن لا يُعطى البريماكين للأشخاص المصابين بفقر الدمِ الناجم عن عوزِ سداسي فوسفات الجلوكوز النازع للهيدروجين حتى لا يحدث تفاعل خطير قد يؤدي إلى انحلال الدم. ومع ذلك، توصي منظمة الصحة العالمية بجرعة واحدة (.25 مغ/كغ) من البريماكين بكونها آمنة حتى لمرضى التفول من أجل منع انتقال عدوى المتصورة المنجلية المسببة للملاريا لهم.
يُمنع إعطاء البريماكين للحوامل؛ بسبب عدم وجود معلومات كافية عن حالة نازعة الهيدروجين جلوكوز 6 فوسفات لدى الجنين.
قد تسبب الجرعة الزائدة من البريماكين انخفاض خطير في تعداد خلايا الدم المختلفة، لذلك يجب تجنب استخدامه مع الأشخاص المعرضيين لندرة المحببات، وهذا يتضمن مرضى كل من التهاب المفاصل الروماتويدي والذئبة الحمامية، إضافةً للأشخاص الذين يستخدمون أي أدوية أخرى تسبب انخفاض تعداد خلايا الدم.

## تفاعلات دوائية ضارة
التفاعلات الدوائية الضارة للبريماكين تتضمن غثيان، تقيؤ، تقلصات المعدة.
يسبب البريماكين للأشخاص المصابين بعوز سيتوكروم ب5 المختزلة ميتهيموغلوبينية الدم، وهي حالة يقل بها حمل الدم للأكسجين.
الجرعة الزائدة من البريماكين تسبب تقليل عدد وظائف أنواع مختلفة من خلايا الدم، وهذا يتضمن نقص خلايا الدم الحمراء، ميتهيموغلوبينية الدم، ونقص خلايا الدم البيضاء.